# Зеда-Кинчха
Зеда-Кинчха (груз. ზედა კინჩხა) — село в Грузии, на территории Хонийского муниципалитета края (мхаре) Имеретия.

## География
Село находится в западной части Грузии, в пределах долины реки Окаце, на расстоянии приблизительно 22 километров (по прямой) к северо-востоку от города Хони, административного центра муниципалитета. Абсолютная высота — 793 метра над уровнем моря.

## Население
По результатам официальной переписи населения 2014 года, в Зеда-Кинчхе проживало 38 человек (18 мужчин и 28 женщин). В национальной структуре населения грузины составляли 100 %.
| Год  | Население, человек |
| ---- | ------------------ |
| 2002 | 62                 |
| 2014 | ↘ 38               |